# Innocenzo Conti
Innocenzo Conti (ur. 8 lutego 1731 w Rzymie, zm. 15 listopada 1785 we Frascati) – włoski kardynał.

## Życiorys
Urodził się 8 lutego 1731 roku w Rzymie, jako syn Stefana Contiego i Marii Vittorii Ruspoli. Studiował na La Sapienzy, gdzie uzyskał doktorat utroque iure. 18 grudnia został tytularnym arcybiskupem Tyru, a 8 dni później przyjął sakrę. 3 stycznia 1770 roku został nuncjuszem w Portugalii. 23 września 1771 roku został kreowany kardynałem in pectore. Jego nominacja na kardynała prezbitera została ogłoszona 19 kwietnia 1773 roku i nadano mu kościół tytularny San Silvestro in Capite. Od 1775 roku był sekretarzem Brewe Apostolskich, a w latach 1782–1783 – kamerlingiem Kolegium Kardynałów. Zmarł 15 listopada 1785 roku we Frascati.